# Agsartan II de Kakhètia
Agsartan II de Kakhètia (en georgià: აღსართან II) fou el darrer rei de la dinastia bagràtida de Kakhètia del 1102 a 1105.
Agsartan II era el nebot (fill del seu germà) o el fill propi i successor de Ciríac IV de Kakhètia.
La Crònica georgiana el presenta com un « home que no tenia cap qualitat reial, maliciós, impiu, no menys injust que ignorant». Tres didebuls (« senyors ») d'Herècia, Arixian, Baram i el seu oncle maternal Kawthar fill de Baram, el van capturar i el van lliurar al rei David IV de Geòrgia.
El sultà seljúcida es va inquietar per la pèrdua d'aquest estat vassall i va demanar a l'emir de Gandja d'intervenir. El 1105, David IV va assolir una victòria sobre l'exèrcit turc prop de Ertsukhi, el que va posar final a la independència de la Kakhètia. La sort ulterior d'Agsartan II és desconeguda.